# 샐러드 오일

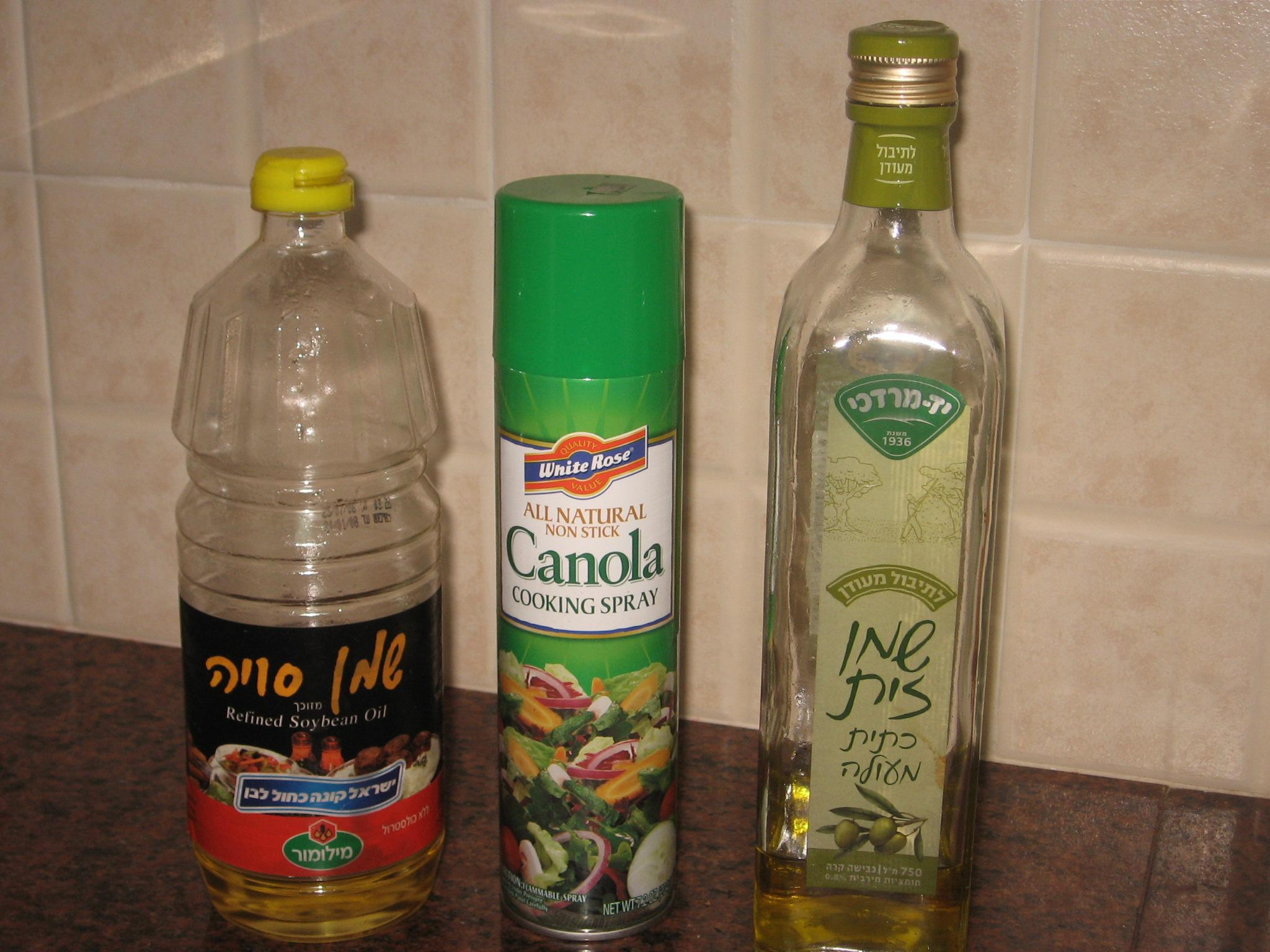

사라다 오일, 샐러드 오일(salad oil), 사라다 기름, 샐러드 기름은 샐러드 드레싱에 적합한 식물성 기름의 일종이다. 주요 특징은 AOCS 콜드 테스트(최소 5.5시간)를 통과한 것이다. 이 기름은 종종 원하는 맛과 일관성을 얻기 위해 다른 물질과 결합된다.